# Carlo Alberto Racchia (destroyer)
Le Carlo Alberto Racchia était un croiseur éclaireur italie, navire de tête de la classe Mirabello lancé en 1916 pour la Marine royale italienne (en italien : Regia Marina).

## Conception et description
Les navires ont été conçus comme des croiseurs éclaireurs (esploratori), essentiellement des versions agrandies de destroyers contemporains. Ils avaient une longueur totale de 103,75 mètres, une largeur de 9,74 mètres et un tirant d'eau moyen de 3,3 mètres. Ils déplaçaient 1 819 tonnes à charge normale, et 2 040 tonnes à pleine charge. Leur effectif était de 8 officiers et 161 sous-officiers et marins
Les Mirabello étaient propulsés par deux turbines à vapeur à engrenages Parsons, chacune entraînant un arbre d'hélice à l'aide de la vapeur fournie par quatre chaudières Yarrow. Les turbines avaient une puissance nominale de 35 000 chevaux (25 760 kW) pour une vitesse de 34 nœuds (63 km/h). Les navires transportaient suffisamment de mazout pour avoir une autonomie de 2 300 milles nautiques (4 300 km) à une vitesse de 12 nœuds (22 km/h).
Leur batterie principale était composée de huit canons de 102 mm (Cannone da 102/35 S Modello 1914) montés sur des supports simples et protégés par des boucliers, un à l'avant et un à l'arrière de la superstructure sur la ligne médiane, les autres canons étant positionnés sur les flancs au milieu du navire. Le Carlo Mirabello était le seul navire terminé dans cette configuration, car ses navires-jumeaux (sister ships) avaient échangé un canon de 152/40 A Modèle 1891 (Cannone da 152/40 A Modello 1891) contre le canon avant de 102 mm; le Carlo Mirabello a reçu le sien en 1917. Le canon s'est avéré trop lourd pour les navires et sa cadence de tir était trop lente. La défense antiaérienne (AA) des navires de la classe Mirabello était assurée par une paire de canons AA de 76 mm (Cannone da 76/40 Modello 1916) dans des supports simples. Ils étaient équipés de quatre tubes lance-torpilles de 450 mm dans deux supports doubles, un sur chaque flanc. Le Augusto Riboty pouvait transporter 120 mines, alors que ses navires-jumeaux ne pouvaient en transporter que 100.

### Modifications
En 1919, les navires ont été réarmés avec huit canons de 120 mm (Cannone da 102/45 S, A Modello 1917) disposés selon la configuration originale du Carlo Mirabello. Les canons de 76 mm ont été remplacés par une paire de canons AA de 40 mm (Cannone da 40/39) en affûts simples en 1920-1922.

## Construction et mise en service
Le Carlo Alberto Racchia est construit par le chantier naval Chantier naval Ansaldo à Sestri Ponente en Italie, et mis sur cale le 10 décembre 1914. Il est lancé le 2 juin 1916 et est achevé et mis en service le 21 décembre 1916. Il est commissionné le même jour dans la Regia Marina.

## Histoire du service
Déplacé à Brindisi, le Racchia participe activement aux opérations de la première guerre mondiale en mer Adriatique, dans des missions d'interception des forces ennemies, de pose de mines et de soutien aux attaques aériennes et aux vedettes-torpilleurs MAS (Motoscafo Armato Silurante).
Dans la nuit du 14 au 15 mai 1917, le canal d'Otrante fait l'objet d'une double attaque austro-hongroise visant à la fois à détruire les dériveurs, les bateaux de pêche armés qui patrouillaient le barrage anti-sous-marin du canal d'Otrante, et, par diversion, à détruire un convoi italien à destination de l'Albanie. A 4h10, le 15 mai, à la suite de la nouvelle de telles attaques, le Racchia se prépare avec les croiseurs éclaireurs Aquila et Marsala, le croiseur léger britannique HMS Liverpool et les destroyers Insidioso, Impavido et Indomito. À 5h30, la formation quitte Brindisi avec le croiseur léger HMS Dartmouth et deux autres destroyers, et à 7h45, les destroyers austro-hongrois (k.u.k. Kriegsmarine) Csepel et Balaton sont aperçus. À 8h10, alors que les destroyers et le Aquila attaquent les deux navires ennemis, le Racchia, ainsi que le Marsala, le HMS Liverpool et le HMS Dartmouth, se dirigent vers Cattaro pour empêcher leur retraite. Après une bataille à laquelle participent également d'autres unités italiennes et austro-hongroises, la bataille se termine avec quelques unités endommagées des deux côtés, mais pas de naufrage.
Le 16 juillet, avec son navire-jumeau (sister ship) Riboty, il sort en mer pour fournir un soutien à distance à un raid de bombardement contre Durres par 18 avions de Brindisi et Vlora.
Dans la nuit du 4 au 5 octobre 1917, il soutient à nouveau à distance, avec le Aquila, une nouvelle attaque aérienne contre Cattaro.
Le 2 octobre 1918, il est en mer avec le cuirassé Dante Alighieri, les croiseurs éclaireurs Cesare Rossarol, Guglielmo Pepe et Alessandro Poerio et les destroyers Ippolito Nievo et Simone Schiaffino pour contrer une éventuelle contre-attaque de navires ennemis venant de Cattaro afin d'empêcher le bombardement de Durres par d'autres unités italiennes et britanniques.
Le 9 novembre, à 9 heures du matin, il appareille de Brindisi et participe, avec le navire de commandement Mirabello, à l'occupation de Lissa.
Le 20 mars 1920, il quitte Tarente pour se rendre à Constantinople. Il est affecté à la patrouille du canal du Bosphore et de la mer Noire.
Le 19 juillet 1920, il appareille de Constantinople pour escorter jusqu'à Odessa un convoi formé par les navires à vapeur Calvi, Melpomene et Thalia avec à son bord 14 000 anciens prisonniers russes qui, capturés par les troupes italiennes après la capitulation austro-hongroise, ont été internés pendant deux ans à Asinara. A l'initiative du Parti socialiste italien, il est décidé de les " rendre " aux troupes communistes (en fait, en Russie, il y a une guerre civile entre " rouges " et " blancs "). Le 21 juillet à onze heures du matin, le Racchia, alors qu'il navigue à 9 milles nautiques (17 km) au sud-ouest du cap Fontana et à 19 milles nautiques (35 km) d'Odessa, est secoué au milieu du navire par l'explosion d'une mine, peut-être turque, qui cause de graves dommages et une vingtaine de morts et de blessés. A une quarantaine de minutes après l'explosion, le navire, abandonné avec ordre par tout l'équipage, coule par l'avant sur un fond de 11 mètres; les survivants sont récupérés par le Calvi.
Parmi l'équipage du Racchia, on compte 10 morts et 9 blessés.
Après quelques tentatives infructueuses de récupération de l'épave, le croiseur éclaireur est finalement radié des cadres de la marine militaire en 1922.